# Plectris obtusioides
Plectris obtusioides är en skalbaggsart som beskrevs av Frey 1967. Plectris obtusioides ingår i släktet Plectris och familjen Melolonthidae. Inga underarter finns listade i Catalogue of Life.